# 5313 Nunes
Az 5313 Nunes (ideiglenes jelöléssel 1982 SC2) a Naprendszer kisbolygóövében található aszteroida. Henri Debehogne fedezte fel 1982. szeptember 18-án.